# Steve Krijbolder
Steve Krijbolder (Zoetermeer, 11 augustus 1991) is een Nederlandse snowboarder.

## Carrière
Bij zijn wereldbekerdebuut, in september 2008 in Cardrona, scoorde Krijbolder direct wereldbekerpunten. In maart 2011 behaalde hij in Bardonecchia zijn eerste toptien klassering. Op de FIS wereldkampioenschappen snowboarden 2011 in La Molina was de beste prestatie van Krijbolder de achttiende plaats op het onderdeel big air. Op 17 december 2011 stond hij in Ruka voor de eerste maal in zijn carrière op het podium van een wereldbekerwedstrijd. In Stoneham-et-Tewkesbury nam de Nederlander deel aan de FIS wereldkampioenschappen snowboarden 2013, op dit toernooi werd hij in de halfpipe uitgeschakeld in de kwalificaties. Daarna stopte hij op topsportniveau.

## Resultaten

### Wereldkampioenschappen
| Jaar | Plaats                 | Resultaten                              |
| ---- | ---------------------- | --------------------------------------- |
| 2011 | La Molina              | 18e Big Air 44e Halfpipe 27e Slopestyle |
| 2013 | Stoneham-et-Tewkesbury | 31e Halfpipe                            |

### Wereldbeker
Eindklasseringen
| Seizoen   | Algm | HP   | BA  |
| --------- | ---- | ---- | --- |
| 2008/2009 | 171e | 100e | 46e |
| 2009/2010 | 134e | 106e | 26e |
| 2010/2011 | 36e  | 49e  | 22e |
| 2011/2012 | 16e  | 7e   | 64e |